# Ioan Sălăgean
Ioan  Sălăgean (n. 20 septembrie 1867, Ciștolț - d. 28 iunie 1938, satul Surduc, județul Sălaj) a fost un deputat în Marea Adunare Națională de la Alba Iulia, organismul legislativ reprezentativ al „tuturor românilor din Transilvania, Banat și Țara Ungurească”, cel care a adoptat hotărârea privind Unirea Transilvaniei cu România, la 1 decembrie 1918.

## Activitate politică
A fost delegat supleant la Marea Adunare Națională de la Alba Iulia.